# Taborio Village (ort, lat 1,52, long 173,00)
Taborio Village är en ort i Kiribati.   Den ligger i örådet Tarawa och ögruppen Gilbertöarna, i den norra delen av landet, 22 km norr om huvudstaden Tarawa. Taborio Village ligger 12 meter över havet och antalet invånare är 845. Den ligger på ön Notoue.
Terrängen runt Taborio Village är mycket platt.  Närmaste större samhälle är Eita Village, 19,6 km söder om Taborio Village. 